# Citroën CX
O Citroën CX foi um automóvel fabricado pela Citroën entre 1974 e 1991. Substituiu o famoso Citroën DS e foi sucedido pelo Citroën XM.
Eleito o carro do ano em Europa em 1975, o Citroën CX foi o último modelo produzido pela Citroën antes de entrar para o Grupo PSA.
Este automóvel que tinha um interior extremamente ergonômico, é dos primeiros modelos de passageiros da marca a receber um motor a diesel. Em 1985, foi o primeiro carro francês a ser equipado com dispositivo de frenagem ABS.
Em 1975 apareceu a versão CX Break (Station Wagon), e em 1977 e 1978 apareceram as versões CX 2400 GTi (a esportiva, com injeção eletrônica, considerada na época como a mais rápida dos carros franceses) e CX Prestige alongada em 28 cm.
A Citroën totalizou em toda a vida deste modelo topo de gama mais de 1,2 milhões de unidades produzidas.